# ۱۷۹ (میلادی)
۱۷۹ (میلادی) صد و هفتاد و نهمین سال تقویم میلادی است.

## درگذشتگان
‎